# Крещенка (Ачинский район)
Крещенка — деревня в Ачинском районе Красноярского края России. Входит в состав Причулымского сельсовета. Находится на правом берегу реки Околь (приток реки Чулым), примерно в 20 км к северо-западу от районного центра, города Ачинск, на высоте 203 метров над уровнем моря.

## Население
| 1989 | 2002 | 2010 |
| ---- | ---- | ---- |
| 54   | ↗60  | ↘30  |

Гендерный состав
По данным Всероссийской переписи населения 2010 года 16 мужчина и 14 женщин из 30 чел.

## Улицы
Уличная сеть деревни состоит из одной улицы (ул. Центральная).